# Паранормална активност: Најближи рођак
Паранормална активност: Најближи рођак (енгл. Paranormal Activity: Next of Kin) је амерички натприродни хорор филм из 2021. године, редитеља Вилијама Јубанка, сценаристе Кристофера Ландона и продуцената Џејсона Блума и Орена Пелија. Служећи као седми део и рибут серије Паранормална активност, главне улоге играју Емили Бејдер, Роланд Бак , Ден Липерт, Хенри Ерс-Браун и Том Новицки.
Иако је филм Паранормална активност: Димензија духова оглашаван као финални део у серији, Paramount Pictures је у јуну 2019. године објавио да је седми део у развоју, са Блумом и аутором франшизе, Пелијем. Ландон је почетком 2020. унајмљен да напише сценарио, са Јубанком који је у фебруару 2021. најављен као редитељ филма. Улоге су најављене у марту исте године и снимање је завршено у јулу 2021. године.
Филм је издат 29. октобра 2021. године у Сједињеним Државама на Paramount+-у. Филм ће бити издат почетком 2022. године у Србији на SkyShowtime-у.

## Радња
Филм прати младу жену која покушава да открије шта се догодило са њеном мајком, која је нестала пре много година, све док не открије застрашујућу истину о мајчиној прошлости.

## Улоге
| Глумац                 | Улога           |
| ---------------------- | --------------- |
| Емили Бејдер           | Марго           |
| Роланд Бак             | Крис            |
| Ден Липерт             | Дејл            |
| Хенри Ерс-Браун        | Самјуел Белијер |
| Том Новицки            | Џејкоб          |
| Кили Зион Кирби Џонсон | Асмодеј „Тоби”  |